# Petar Drapšin
Petar Drapšin (Srbobran, 1914 - Belgrad, 1945) va ser un militar iugoslau, que va participar amb les Brigades Internacionals en la Guerra Civil espanyola i amb l'Exèrcit Partisà d'Alliberament en la Segona Guerra Mundial. El 1953 li va ser concedida l'Orde d'Heroi del Poble de Iugoslàvia.

## Biografia
Va néixer en una família de grangers en el llogaret de Turija, en la Vojvodina, llavors Imperi Austrohongarès. Es trobava estudiant a Belgrad quan va entrar en contacte amb les idees comunistes a través del grup literari del seu institut. Es va unir a la Lliga de Joves Comunistes de Iugoslàvia i el 1937 va viatjar a Praga per començar els seus estudis universitaris. Poc després, es va allistar com a voluntari i va participar amb els brigadistes iugoslaus en la Guerra Civil espanyola, unint-se al bàndol republicà. Es va destacar en el combat, obtenint el grau de capità durant el conflicte. Allí va coincidir amb altres militars que aconseguirien gran protagonisme en la Segona Guerra Mundial que s'aveïnava: Peko Dapčević, Koča Popović i Kosta Nađ. Després de la derrota de la Segona República Espanyola, fou internat al camp de Sant Cebrià al Rosselló francès, d'on aconseguí fugir a Zagreb el 1939.
El 1941, després de la invasió de l'Eix de Iugoslàvia, Drapšin va rebre l'ordre del Partit Comunista de Iugoslàvia d'organitzar l'aixecament armat a la regió d'Hercegovina. La seva conducta a Hercegovina li va reportar dures crítiques de la direcció del partit, així com mesures disciplinàries, però al gener de 1943 va ser nomenat comandant de la Primera Divisió d'Eslavònia de l'Exèrcit Iugoslau d'Alliberament Nacional, conegut com a Partisans. Dos mesos més tard va rebre el grau de Major General, i al maig de 1944 es va convertir en comandant del Sisè Cos de l'Exèrcit Partisà.
Amb el grau de comandant adjunt de l'Exèrcit Partisà a Croàcia, va ser enviat a Dalmàcia al desembre de 1944. El gener de 1945 va rebre el grau de Tinent General. Les unitats sota el seu comandament van detenir l'ofensiva alemanya a l'interior de Dalmàcia el gener de 1945, i van alliberar Hercegovina durant l'Operació Mostar.
Poc després, els vuit cossos de l'exèrcit partisà es van transformar en quatre exèrcits, i li fou adjudicat a Drapšin el comandament del IV, iniciant l'ofensiva contra les forces de l'Eix arreu del territori de Iugoslàvia. Malgrat les dificultats del terreny i la necessitat d'una complicada operació amfíbia, el IV Exèrcit va obtenir un èxit espectacular en trencar les línies enemigues a Lika, derrotant a les forces alemanyes en la batalla de Rijeka, irrompent en Ístria i Trieste abans de l'arribada de les forces aliades. Aquesta ofensiva partisana és considerada la més important de la guerra, ja que va permetre alliberar un ampli territori litoral incloent Istria, Rijeka i el Litoral eslovè.
Després de la guerra, Drapšin es va inscriure com a candidat a l'Assemblea Nacional de Iugoslàvia en les eleccions de la postguerra.
Va morir d'un tret el 2 de novembre de 1945. La versió oficial va atribuir la causa de la seva mort a un tret accidental amb la seva pistola, encara que altres versions van apuntar al fet que es va tractar d'un suïcidi. El 1953 va rebre, a títol pòstum, l'Orde d'Heroi del Poble de Iugoslàvia.